# Kapitalist

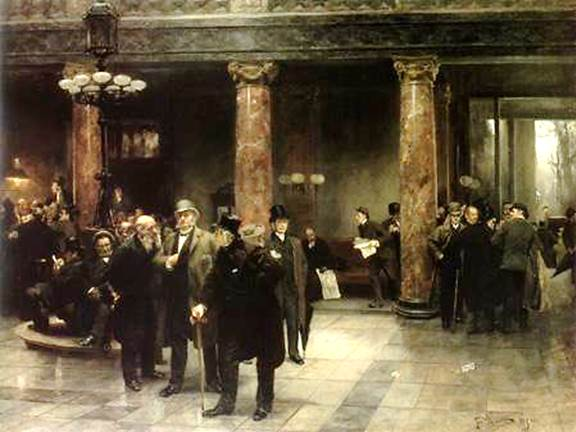
Ferdinand Brütt: An der Börse, 1888

Kapitalist meint meist eine Person, die über ökonomische Werte (Kapital) verfügt, die sie planmäßig dazu einsetzt, um einen größeren Wert zurückzuerhalten. Der Kapitalist übernimmt für den Investitionsprozess selbst das Risiko. Der Ausdruck Kapitalist kann auch benutzt werden, um auf einen Anhänger des Kapitalismus zu referieren.

## Etymologie
Laut Duden trägt das Wort Kapitalist heute die Bedeutung ‚jemand, der Kapital besitzt‘ oder ‚Anhänger des Kapitalismus‘. In beiden Fällen wird es meist abwertend benutzt. Etwas veraltet kann es auch meinen ‚jemand, dessen Einkommen (überwiegend) aus Zinsen, Renten oder Gewinnen besteht‘.
Das Wort Kapital in seiner Bedeutung ‚Vermögen, (zinstragende) Geldsumme‘ geht auf das lateinische Wort capitalis zurück. Dieses bedeutete ‚den Kopf, das Leben betreffend, hauptsächlich‘ oder ‚wichtig‘. Im Mittellateinischen findet es sich als Substantivierung ‚bewegliches Gut, Wert, Grundsumme‘. Auf capitalis beruht das italienische capitale ‚Wert, Grundsumme, Vermögen in Geld, Reichtum‘; daraus wird im 16. Jahrhundert Kapital entlehnt. Kapital ersetzte zunehmend frühere Ausdrücke wie Hauptgut bzw. spätmittelhochdeutsche Ausdrücke wie houbetguot, houbetsumme, houbetgelt. Im 16. Jh. wurde in deutschen Texten mitunter die altvenezianische Form cavedal benutzt.
Im 17. Jahrhundert konnte Kapitalist ‚Geldbesitzer‘ bedeuten und im 18. Jh. ‚Unternehmer, Besitzer von Produktionsanlagen‘.
Das Digitale Wörterbuch der deutschen Sprache gibt relativ zum DWDS-Korpus an, dass das Wort Kapitalist seit dem Beginn des 19. Jahrhunderts öfter benutzt wurde und dass sich diese Tendenz gegen Ende des 19. Jahrhunderts allmählich umkehrte.

## Adam Smith
Adam Smith (1723–1790) unterscheidet in seinem Werk Der Wohlstand der Nationen drei Einkommensquellen: Arbeit, Kapital und Grundbesitz. Dem entsprechen die Einkommensarten Lohn, Profit/Zins und Grundrente.
Smith versteht Kapital als einen profitablen Vorrat. Wer einen hinreichend großen Vorrat besitzt, so dass er sich damit etwa über Monate oder Jahre hinweg erhalten kann, der wird meist einen Teil anwenden wollen, um ein Einkommen zu erzielen. Nur diesen Teil nennt Smith Kapital; den anderen Teil, welcher unmittelbar konsumiert wird, bis Gewinne erzielt werden, ist kein Kapital. Wer keinen solchen Vorrat besitzt, kann nur seine Arbeitskraft verkaufen. Smith wendet seinen Begriff auf Individuen und auf Gesellschaften an. Er bemerkt jedoch einen Unterschied. Ein Individuum kann einen Teil seines Gütervorrats, der für den unmittelbaren Konsum gedacht ist, als sein Kapital nutzen, indem es ihn verleiht, vermietet usw. Im Gegensatz dazu kann eine Gesellschaft nur dadurch vermögender werden, indem sie mehr produziert. In volkswirtschaftlicher Sicht ist der Umfang des Kapitalbegriffs somit auf Güter, die zur Produktion dienen, beschränkt.
Eine Person kann prinzipiell mehrere Einkommensquellen haben, aber es gibt nach Smith typische Besitz- und Einkommensverteilungen. Für gewöhnlich bestellt der Grundherr sein Land nicht selbst, sondern Arbeiter tun das für ihn. Von dem Produkt ihrer Arbeit müssen sie dem Grundherrn etwas als Grundrente abgeben. Oft braucht derjenige, der das Land bestellt, einen Pächter, der ihn bis zur Ernte versorgt. Letzterer zieht dem Arbeiter etwas von seinem Produkt ab, um so einen Profit zu erzielen. Dieses Prinzip gilt in vielen Bereichen der Wirtschaft. Es gibt einen Kapitalbesitzer, der den Arbeitern zu bearbeitendes Material bereitstellt und ihnen Lohn zahlt. Die Arbeiter setzen dem Material einen neuen Wert zu, von dem sich der Kapitalbesitzer einen Teil als Profit aneignet. Smiths Ansatz kann daher als Lohnabzugstheorie bezeichnet werden. Zwar könnte jemand bspw. Kapital besitzen und selbst arbeiten, wie ein selbstständiger Handwerker, aber das kommt selten vor.
Die Herren bzw. Besitzer von Land oder Kapital kämpfen mit den Arbeitern um die kontraktlich zu fixierende Lohnhöhe. Erstere wollen möglichst wenig zahlen, während letztere einen möglichst hohen Lohn wollen. Laut Smith behalten die Herren die Oberhand. Sie können sich leichter organisieren, im Streikfall aufgrund ihres Kapitals länger durchhalten und der Staat erlaubt es ihnen – im Gegensatz zu den Arbeitern – sich zu vereinigen.
Smith fasst den Profit, den er Kapitalbesitzer erzielt, als Durchschnittsprofit auf, der sich vom Arbeitslohn unterscheidet. Die Höhe des Profits richtet sich nicht etwa danach, wie viel oder wie hart der Kapitalbesitzer leitet und überwacht, sondern nach der Höhe seines investierten Kapitals. In Smiths Kostentheorie ist der Profit eine wichtige Determinante, die bestimmt, wie groß der Wert einer Ware ist. Der natürliche Preis einer Ware deckt sich mit den natürlichen Erträgen der Faktoren Arbeit, Boden und Kapital, die in ihre Produktion eingehen und entsprechend durch die natürliche Lohn-, Renten- bzw. Profitrate bestimmt werden; die Marktpreise, die sich um die natürlichen Preise bewegen, tendieren langfristig zu den natürlichen Preisen, indem Kapitalakkumulation und Konkurrenz dazu führen, dass Lohn, Grundrente und Profit zu ihren natürlichen Raten tendieren.
Smith fasst die Kapitalbesitzer als historisches Phänomen auf. Er beschreibt einen Zustand, in dem es keinen Privatbesitz an Boden und keinen Kapitalbesitz gegeben habe. Damals habe der Arbeiter das ganze Produkt seiner Arbeit erhalten, anstatt es mit einem Besitzer von Boden oder Kapital teilen zu müssen. Vor der Kapitalbildung gab es Zeiten, als die Menschen sich selbst mit dem versorgten, was sie spontan fanden, anstatt Vorräte zu bilden, und nicht arbeitsteilig produzierten, sondern nur selten Güter tauschten; unter Bedingungen der Warenproduktion muss jedoch jeder Warenproduzent über einen Vorrat verfügen, um sich zu erhalten, bis sein Produkt fertig und getauscht worden ist. Wie Smith in seinen Glasgow Lectures bemerkt, konnten sich Kapitalbildung und Handel erst durch einen Bruch mit den feudalen Verhältnissen besser entfalten. Zuvor nahmen die Grundbesitzer den Bauern zu viel von deren Produkt, faulenzten oder bekriegten einander; die Händler fürchteten sich vor Gewalt und Raub.
Laut Smiths stoischer Überzeugung waltet ein göttlicher Plan im Universum, der zum Wohle des Ganzen und zu allgemeiner Harmonie tendiert und in dem jedes Ereignis seinen Platz und Sinn hat; der Mensch sollte diese Ordnung sich entfalten lassen. In Wealth of Nations überträgt Smith dieses Prinzip auf den Bereich der Wirtschaft: indem die Individuen ihre eigenen Interessen verfolgen, fördern sie unbeabsichtigt das Wohl der Allgemeinheit. Die Kapitalbesitzer werden zu Agenten der unsichtbaren Hand: dass die Kapitalbesitzer nach Profit streben, führt zu höherer Produktivität und zu höheren Reallöhnen; Kapital und Ressourcen werden optimal allokiert, da der Kapitalbesitzer sein Kapital in Branchen anlegen wird, wo er sich den meisten Profit erhofft, und da er in seiner Branche um des Profits willen im Rahmen seiner Möglichkeiten die beste Maschinerie und Arbeitsteilung einführen wird. Dem Staat weist Smith im Wesentlichen drei Aufgaben zu: den Schutz vor äußeren Feinden, Rechtspflege sowie die Aufgabe, nötige Infrastruktur und Bildungseinrichtungen zu schaffen, die der Einzelne nicht profitabel betreiben kann. Laut Smith kann sich die natürliche Ordnung auch gegen ihr zuwiderlaufende administrative Maßnahmen oder politische Beschränkungen durchsetzen.

## David Ricardo
David Ricardo (1772–1823) unterscheidet im Vorwort seines Werkes On the Principles of Political Economy and Taxation (1817) drei Hauptklassen: Grundbesitzer, Kapitalbesitzer und Arbeiter. Durch Einsatz von Natur, Arbeit, Maschinen und Kapital erzeuge die Gesellschaft ein Produkt, von dem sich die Klassen entsprechend einen Teil als Grundrente, Profit oder Lohn aneignen. Nach dem Kapitel On Wages umfasst der Kapitalbegriff denjenigen Teil des Vermögens eines Landes, der in der Produktion angelegt und notwendig ist, damit die Arbeit wirken kann; das betrifft Nahrung, Kleidung, Rohmaterial, Werkzeuge, Maschinerie usw.
Der Kapitalbesitzer als solcher erzielt im Profit ein Residualeinkommen: der Profit umfasst, was bleibt, nachdem Lohn- und Grundrentenzahlungen abgezogen sind. Die Kapitalisten müssen nach Ricardo mit einer tendenziell sinkenden Profitrate rechnen. Da die Bevölkerungszahl steigt und die Produktivität der Landwirtschaft sinkt, steigt der Anteil der Grundrente am Sozialprodukt, während die Löhne stabil bleiben. Wenn mehr Böden, die weniger fruchtbar sind, bebaut werden, tendiert der Kapitalprofit gen Null. Da der Profit jedoch der einzige Zweck ist, weshalb Kapital gebildet wird, wird die Kapitalbildung schon vorher eingestellt. Bevölkerungswachstum und Reichtumsbildung werden dann stagnieren.
Es bleibt unklar, woraus der Kapitalist den Kapitalzins gewinnt. Neben Ansätzen einer Abstinenztheorie weist Ricardo auf zeitliche Aspekte der Wertbildung hin. Wenn ein Kapitalist sehr lange Kapital anwenden muss, um ein bestimmtes Gut zu produzieren, dann ist dessen Wert größer als der Wert von Gütern, für die Kapital relativ kurzfristig angewandt werden muss. Der Kapitalist wird für die Zeit, in der er keinen Gewinn realisieren kann, durch den Wertunterschied entschädigt. Ferner wollte Ricardo Kapital als bereits geleistete Arbeit auffassen, um somit eine einheitliche Arbeitswerttheorie begründen zu können; an diesen Punkt konnten Ausbeutungstheoretiker anknüpfen.

## Begriffe des Kapitalisten bei Marx und Engels
In Karl Marx’ Hauptwerk Das Kapital gibt es keine abgeschlossene systematische Abhandlung der Klassen. Während Marx im Kommunistischen Manifest bereits zu Beginn des Werkes über Klassen schrieb und dabei den Klassenbegriff nicht weiter problematisierte, behandelte er in Das Kapital die Klassen erst am Ende des dritten Bandes; vermutlich meinte er, er müsse zuerst die Kategorien seines Werkes genügend entwickelt haben, um die Klassen systematisch behandeln zu können. Das Manuskript, auf dem dieser dritte Band beruht, endet nach wenigen Seiten. Marx nimmt dort eine klassische Einteilung in drei Hauptklassen vor, nämlich Grundbesitzer, Kapitalisten und Arbeiter entlang der entsprechenden Einkommensarten Grundrente, Profit und Lohn. Zwar schränkt er ein, dass man diese Dreiteilung nicht rein vorfinde und es Zwischenformen gebe, aber die kapitalistische Produktionsweise tendiere zu einer solchen Klassenstruktur. Man findet im Manuskript weder eine Definition des Kapitalisten noch eine Einteilung in verschiedene Kapitalistentypen. Wer ein Kapitalist ist, muss anhand verschiedener Stellen aus Das Kapital erschlossen werden.
Marx verstand Kapital als abstrakten Wert, der sich verwertet. Die allgemeine Formel der Kapitalbewegung lautet G - W - G'. Der Wert erscheint als Geld. Mit Geld werden Waren gekauft, um für mehr Geld zu verkaufen. Wertwachstum wird dabei zum Selbstzweck; die Bewegung ist ohne immanentes Ende und Maß.
Der Kapitalist macht sich diese Bewegung zu seinem subjektiven Zweck. Als Kapitalist muss er nach einer größtmöglichen Verwertung streben. Nur so kann er ins Unternehmen reinvestieren bzw. modernisieren, damit er sich in der Konkurrenz als Kapitalist erhalten kann. Die dem Kapital immanenten Gesetze erscheinen ihm somit als äußere Zwangsgesetze. Marx betrachtete den Kapitalisten als personifiziertes Kapital, d. h. als Kapital, das mit Bewusstsein und Willen begabt ist; das Kapital ist das automatische Subjekt: zwar ist es leblos, aber es leitet die Bewegung. Marx verwies auf Sachzwänge, anstatt den einzelnen Kapitalisten zu verurteilen. Davon distanzierte er sich explizit bereits im Vorwort zur ersten Auflage.
Im ersten Band von Das Kapital stellt Marx den Kapitalisten als Besitzer von Geld bzw. Produktionsmitteln dem doppelt freien Arbeiter gegenüber. Letzterer darf über seine Arbeitskraft frei verfügen und darf Arbeitsverträge schließen, aber er ist auch frei von Subsistenzmitteln und muss daher seine Arbeitskraft gegen Lohn verkaufen. Der Kapitalist hingegen muss die Arbeitskraft kaufen und möglichst ausbeuten, um sein Kapital zu verwerten. Im Produktionsprozess überträgt der Arbeiter den Wert der verbrauchten Produktionsmittel auf die zu schaffende Warenmenge und schafft einen Neuwert. Von diesem bekommt er einen Teil als Lohn und den anderen eignet sich der Kapitalist als Mehrwert an. Der Arbeiter erhält mit dem Lohn den Wert der Arbeitskraft, d. h. den Wert derjenigen Lebensmittel, die als notwendig gelten, damit sich die Arbeitskraft reproduzieren kann. Dazu gehören auch die Kosten der Arbeiterfamilie, damit sich die Arbeiterklasse reproduzieren kann. Der Umfang dessen, was als notwendig gilt, kann von Land zu Land verschieden sein und sich mit der Zeit wandeln; ebenso kommt es darauf an, was die Arbeiterklasse als notwendig geltend macht.
Ein Besitzer von Geld, der nur wenige Arbeiter beschäftigt und selbst noch im Produktionsprozess tätig sein muss, damit er seinen Lebensunterhalt bestreiten kann, ist kein Kapitalist im engen Sinne. Erst wenn er nur den kapitalistischen Produktionsprozess organisiert und kontrolliert und sich um den Verkauf kümmert, wird er personifiziertes Kapital. Jeder Arbeitsprozess, der relativ viele Arbeiter involviert, bedarf einer Leitung. Die kapitalistische Produktionsweise gibt jedoch der Leitung einen spezifischen Charakter. Der Kapitalist eint die Arbeitskräfte unter seinem Kommando, um sie seinem Zweck dienlich zu machen. Die Leitungsfunktion dient in erster Linie der maximalen Kapitalverwertung bzw. Ausbeutung der Lohnarbeiter. Mit zunehmender Größe des Kapitals tritt der Kapitalist auch die Leitungs- und Aufsichtsfunktionen an Lohnarbeiter ab, wie zum Beispiel an Manager oder an Aufseher.
Der industrielle Kapitalist muss nicht etwa große Industriekomplexe besitzen. Marx bestimmt „industriell“ nicht stofflich, sondern auf der Wertebene. Industrielles Kapital macht einen bestimmten Kreislauf durch, nämlich G - W … P … W' - G'. Diesen analysierte Marx im zweiten Band. Der Kapitalist verfügt über Geld und kauft Waren bzw. Arbeitskräfte und Produktionsmittel. Das ist die erste Phase des Zirkulationsprozesses. Im Produktionsprozess P schaffen seine Arbeiter eine höherwertige Warenmenge W'. Diese wird schließlich in der zweiten Phase des Zirkulationsprozesses gegen eine höhere Geldmenge G' verkauft. Sein Kapital nimmt nacheinander die Formen Geldkapital, produktives Kapital und Warenkapital an, um zur Geldform zurückzukehren. So kann es erneut als Geldkapital vorgeschossen werden. Das Kapital kann nur als industrielles Kapital Mehrwert schaffen; Handelskapitalisten und Geldkapitalisten hingegen können sich den Mehrwert nur aneignen. Anstatt der Produktion von Warenkörpern, kann der industrielle Kapitalist seine Arbeiter auch Dienste verrichten lassen. Der Kreislauf lautet in dem Fall G - W … P - G'. Im Gegensatz zur Ware muss der Dienst während seiner Verrichtung konsumiert werden.
Der industrielle Kapitalist unternimmt also die Herstellung von Produkten oder die Verrichtung von Diensten, bei denen Mehrwert gebildet wird. Dazu können Agrarwaren ebenso wie Dienste in Bildungseinrichtungen zählen. Zwar können bestimmte Dienste in die Zirkulation der Waren fallen, aber sie wirken als Verlängerung der Produktionszeit, da sie Mehrwert schaffen bzw. den Wert des Produkts vergrößern, wie z. B. Lagerung und Transport. Sie stellen Zirkulationskosten produktiver Art dar.
Nach Marx besteht die Funktion des Handelskapitalisten nur darin, den Formwechsel von Geld und Ware zu besorgen; seine Arbeiter sind unproduktiv bzw. schaffen keinen Mehrwert. Ein Beispiel ist die Kassiererin. Der industrielle Kapitalist verkauft seine Waren unter Wert an den Handelskapitalisten und dieser verkauft sie zu ihrem Wert. Sie teilen sich so den Mehrwert. Der industrielle Kapitalist spart dadurch die reinen Zirkulationskosten des Handelskapitalisten und sein vorgeschossenes Kapital fließt schneller zu ihm zurück.
Im dritten Band kann Marx die Einheit von Produktion und Zirkulation voraussetzen. Er behandelt auf dieser Grundlage das zinstragende Kapital. Dabei wird deutlich, dass Besitz und der formelle Status des Lohnarbeiters keine sicheren Kriterien sind.
Die Formel des zinstragenden Kapitals ist G - G - W - G' - G''. Der Geldkapitalist besitzt Geld und verleiht es an einen fungierenden Kapitalisten, der es z. B. als industrieller Kapitalist anwendet, um Profit zu erzielen. Der erzielte Bruttoprofit teilt sich in Unternehmergewinn des fungierenden Kapitalisten und den Zins des Geldkapitalisten. Diese allgemeine Bewegung wird vermittelt durch geschichtlich veränderliche Institutionen, nämlich Banken und Kapitalmärkte. Der fungierende Kapitalist kann, aber muss selbst kein Kapital besitzen und er kann formell Lohnarbeiter sein, wie z. B. ein Vorstandsvorsitzender einer Aktiengesellschaft, der selbst keine Anteile hält. In solch einer Position darf er jedoch über Wert verfügen und ihn als Kapital anwenden. Er übernimmt die Oberleitung und Organisation der Ausbeutung. Seine Bezahlung richtet sich nach dem erzielten Profit, anstatt nach dem Wert der Arbeitskraft.
Zu beachten ist, dass mehrere dieser Begriffe auf eine Person zutreffen können. So kann jemand industrieller Kapitalist sein und zugleich als Handelskapitalist auftreten, indem er Transportdienste anbietet und den Verkauf übernimmt. Ebenso kann jemand Geldkapitalist und fungierender Kapitalist sein, indem er eigenes Kapital verleiht und selbst Kreditnehmer ist, der fremdes Kapital verwertet. Des Weiteren können auch mehrere Personen zusammen die Funktion des Kapitalisten übernehmen, d. h. als kombinierter Kapitalist auftreten, wie im Falle einer Aktiengesellschaft. Das betrifft auch Arbeiterassoziationen, die in Kooperativen arbeiten. Zwar entstehen sie innerhalb kapitalistischer Verhältnisse, aber sie stellen wie die Aktiengesellschaften eine assoziative Produktionsweise dar und bedeuten eine erste Überwindung der kapitalistischen Privatunternehmungen. Die Kapitallogik bleibt: die Arbeiter übernehmen zusammen die Funktion des Kapitalisten und müssen ihre Arbeit mittels ihrer Produktionsmittel verwerten.
Die Kapitalisten als Klasse wurden von Marx auch Bourgeoisie genannt. Sie haben den Adel des Feudalismus als herrschende Klasse abgelöst. Marx unterscheidet die Kapitalisten von den Grundbesitzern, die über Grundrente einen Teil des Mehrwerts bekommen. Er grenzte Kapitalisten auch vom Kleinbürgertum ab, die man als kleinere Selbstständige begreifen kann, wie etwa Kleinbauern, Handwerker oder Kleinhändler.
Nach Marx ist der Kapitalist als dominante Figur der Produktion historisch geworden und wird mit dem Kapital vergehen. Das Kapital beherrscht Produktion und Handel nur unter bestimmten historischen Bedingungen. Das betrifft vor allem die ursprüngliche Akkumulation wie auch die damit einhergehende Ausbreitung von Lohnarbeit und die Verallgemeinerung der Warenproduktion. Wenn sich das Kapital entwickelt, dann tendiert es dazu, Elemente seines Untergangs hervorzubringen, die eine kommunistische Gesellschaft ermöglichen.
In Anti-Dühring benutzte Friedrich Engels (1820–1895) das Konzept des ideellen Gesamtkapitalisten. Als solcher übernimmt der Staat die Funktion, die Bedingungen der Kapitalverwertung zu sichern. Der Umfang ist nicht für immer fixiert. Das kann verschiedene Bereiche betreffen, wie z. B. Infrastruktur, Bildung oder ein wertstabiles Geld. Diese Bedingungen müsse er im Notfall gegen einzelne Kapitalisten und Arbeiter schützen. Je mehr der Staat selbst Produktivkräfte besitze, desto mehr werde er zum reellen Gesamtkapitalisten. Als solcher beute er seine Bürger als Lohnarbeiter aus.

## Joseph Alois Schumpeter
Joseph Alois Schumpeter (1883–1950) unterscheidet den Kapitalisten vom Unternehmer. Ein Kapitalist besitzt Kapital, das er investiert und dafür das Risiko trägt; der Unternehmer als solcher hingegen hat nur die Funktion, Innovationen, das sind neuartige Kombinationen von Produktionsfaktoren, in den Wirtschaftsprozess einzuführen. Zu den Innovationen gehören beispielsweise neue Waren, neue Produktionsweisen, das Erschließen neuer Rohstoffe oder Absatzgebiete sowie die Neuordnung einer Industrie, wie z. B. durch Schaffung oder Aufbrechen einer Monopolstellung. Kapitalbesitz, das betreffende Risiko oder das Erfinden gehören nicht notwendig zur Unternehmerfunktion. Der Unternehmer kann aus allen Klassen kommen und er bzw. seine Dynastie können Kapitalisten werden. Die Unternehmerfunktion ist nicht auf eine bestimmte Gesellschaftsform festgelegt. Man kann Träger dieser Funktion in feudalen, kapitalistischen oder sozialistischen Gesellschaften finden.
Seinen Kapitalbegriff definiert Schumpeter monetär und funktional. Kapital besteht in Zahlungsmitteln, mit denen der Unternehmer die Güter auf dem Markt kauft, die er für seine Unternehmung braucht. Das können beispielsweise Land, Rohstoffe, Maschinen oder Arbeitsleistungen sein. Kapital ist nichts weiter als der Hebel des Unternehmers, um diese Güter zu beherrschen. Kapital ist also ein Fonds von Kaufkraft; die gekauften Güter hingegen sind kein Kapital.
Dass der Unternehmer Innovationen durchführt, ist in der kapitalistischen Wirtschaft ein wichtiger Faktor, der Ungleichgewichte auf dem Markt schafft. Das Wirtschaftsleben selbst ändert sich dadurch spontan und diskontinuierlich. Führt ein Unternehmer als Erster eine neue Produktionsweise ein, dank derer er billiger produziert als die Konkurrenten und zum Marktpreis verkaufen kann, so erzielt er damit einen Unternehmergewinn im Schumpeterschen Sinne; er nimmt eine Monopolstellung ein, aber diese verschwindet, wenn Konkurrenten die Innovation ebenfalls durchführen und sie sich verallgemeinert hat. Schumpeter betrachtet die Innovation auch als wesentlichen Faktor dafür, dass Privatvermögen entstehen.
Die Klasse der Kapitalisten ist nicht statisch, sondern entwickelt sich vor allem durch Unternehmungen. Die erfolgreichen Unternehmer oder auch ihre Dynastie steigen in die oberen Schichten auf; ihr Aufstieg bedeutet den Abstieg anderer, die sich nicht im Wettbewerb behaupten konnten. Zwischen dem Unternehmer und dem bloßen Verwalter des Erbes befindet sich ein weiterer Teil der Bourgeoisie, nämlich Industrielle, Händler, Finanzleute und Bankiers.
Schumpeter hielt Kapitalisten und Unternehmer für historische Erscheinungen. Die kapitalistische Epoche habe Mitte des 18. Jahrhunderts in England begonnen. Die frühen Unternehmer seien oft Kapitalisten gewesen. Zusammen mit dem Unternehmer wird die Kapitalistenklasse in einem langen Transformationsprozess zum Sozialismus untergehen. Der Unternehmer als Abenteurer, der seiner Intuition folgt, wird zunehmend durch Spezialisten ersetzt, die routiniert und sicher berechnend etwas erfinden; an die Stelle der willensstarken Persönlichkeit, die einer Vision folgt, wird rationalisierte und spezialisierte Büroarbeit treten. Die erfolgreichen Unternehmer, die in die Kapitalistenklasse aufsteigen, und der Teil der Bourgeoisie, der sich zwischen dem unternehmerischen Abenteurer und dem bloßen Verwalter von ererbten Besitz bewegt, schaffen jedoch die Erträge, aus denen die ganze Klasse lebt. Die Einkommen der industriellen Kapitalisten werden zu Gehältern für gewöhnliche administrative Arbeit in riesigen völlig bürokratisierten Industriekomplexen und die Kapitalistenklasse verliert ihre Funktion.

## Einzelbelege
1. 1 2  Kapitalist, der. In: Duden. Abgerufen am 10. Juni 2020.
2. 1 2 3 4 5  Wolfgang Pfeifer et al.: Kapitalist. In: Etymologisches Wörterbuch des Deutschen. Digitalisierte und von Wolfgang Pfeifer überarbeitete Version im Digitalen Wörterbuch der deutschen Sprache. 1993, abgerufen am 10. Juni 2020.
3. ↑  DWDS-Wortverlaufskurve für „Kapitalist“. In: Digitales Wörterbuch der deutschen Sprache. Abgerufen am 10. Juni 2020.
4. ↑  Adam Smith: An Inquiry Into the Nature and Causes of the Wealth of Nations. Hrsg.: Edwin Cannan. Volume 1. Methuen, London 1904, S. 54 (englisch, libertyfund.org): “Wages, profit, and rent, are the three original sources of all revenue as well as of all exchangeable value. All other revenue is ultimately derived from some one or other of these. Whoever derives his revenue from a fund which is his own, must draw it either from his labour, from his stock, or from his land. The revenue derived from labour is called wages. That derived from stock, by the person who manages or employs it, is called profit. That derived from it by the person who does not employ it himself, but lends it to another, is called the interest or the use of money. […] The revenue which proceeds altogether from land, is called rent, and belongs to the landlord.”
5. ↑  Adam Smith: An Inquiry into the Nature and Causes of the Wealth of Nations. Hrsg.: Edwin Cannan. Volume 1. Methuen, London 1904, S. 261 (englisch, libertyfund.org): “But when he possesses stock sufficient to maintain him for months or years, he naturally endeavours to derive a revenue from the greater part of it; reserving only so much for his immediate consumption as may maintain him till this revenue begins to come in. His whole stock, therefore, is distinguished into two parts. That part which, he expects, is to afford him this revenue, is called his capital. The other is that which supplies his immediate consumption; and which consists either, first, in that portion of his whole stock which was originally reserved for this purpose; or, secondly, in his revenue, from whatever source derived, as it gradually comes in; or, thirdly, in such things as had been purchased by either of these in former years, and which are not yet entirely consumed; such as a stock of clothes, household furniture, and the like. In one, or other, or all of these three articles, consists the stock which men commonly reserve for their own immediate consumption.”
6. ↑  Adam Smith: An Inquiry into the Nature and Causes of the Wealth of Nations. Hrsg.: Edwin Cannan. Volume 1. Methuen, London 1904, S. 261 (englisch, libertyfund.org): “When the stock which a man possess is no more than sufficient to maintain him for a few days or a few weeks, he seldom thinks of deriving any revenue from it. He consumes it as sparingly as he can, and endeavours by his labour to acquire something which may supply its place before it be consumed altogether. His revenue is, in this case, derived from his labour only. This is the state of the greater part of the labouring poor in all countries.”
7. ↑  Eugen von Böhm-Bawerk: The Positive Theory of Capital. G. E. Stechert & Co., New York 1930, S. 26 (englisch).
8. ↑  Eugen von Böhm-Bawerk: Kapital. In: Ludwig Elster/Adolf Weber/Friedrich Wieser (Hrsg.): Handwörterbuch der Staatswissenschaften. 4. Auflage. Band 5. Gustav Fischer Verlag, Jena 1923, S. 577.
9. ↑  Adam Smith: An Inquiry Into the Nature and Causes of the Wealth of Nations. Hrsg.: Edwin Cannan. Methuen, London 1904, S. 67 (englisch, libertyfund.org): “As soon as land becomes private property, the landlord demands a share of almost all the produce which the labourer can either raise, or collect from it. His rent makes the first deduction from the produce of labour which is employed upon land.”
10. ↑  Adam Smith: An Inquiry Into the Nature and Causes of the Wealth of Nations. Hrsg.: Edwin Cannan. Volume 1. Methuen, London 1904, S. 67 (englisch, libertyfund.org): “The produce of almost all other labour is liable to the like deduction of profit. In all arts and manufactures the greater part of the workmen stand in need of a master to advance them the materials of their work, and their wages and maintenance till it be compleated. He shares in the produce of their labour, or in the value which it adds to the materials upon which it is bestowed; and in this share consists his profit.”
11. ↑  Heinz-J. Bontrup: Lohn und Gewinn. Volks- und betriebswirtschaftliche Grundzüge. 2. Auflage. Oldenbourg Verlag, München/Wien 2008, S. 26–28.
12. ↑  Adam Smith: An Inquiry Into the Nature and Causes of the Wealth of Nations. Hrsg.: Edwin Cannan. Methuen, London 1904, S. 67–68 (englisch, libertyfund.org): “It sometimes happens, indeed, that a single independent workman has stock sufficient both to purchase the materials of his work, and to maintain himself till it be compleated. He is both master and workman, and enjoys the whole produce of his own labour, or the whole value which it adds to the materials upon which it is bestowed. It includes what are usually two distinct revenues, belonging to two distinct persons, the profits of stock, and the wages of labour. Such cases, however, are not very frequent […] and the wages of labour are every where understood to be, what they usually are, when the labourer is one person, and the owner of the stock which employs him another.”
13. ↑  Adam Smith: An Inquiry Into the Nature and Causes of the Wealth of Nations. Hrsg.: Edwin Cannan. Methuen, London 1904, S. 68 (englisch, libertyfund.org): “The workmen desire to get as much, the masters to give as little as possible. […] It is not, however, difficult to foresee which of these two parties must, upon all ordinary occasions, have the advantage in the dispute, and force the other into a compliance with their terms. The masters, being fewer in number, can combine much more easily; and the law, besides, authorities, or at least does not prohibit their combinations, while it prohibits those of the workmen. […] In all such disputes the masters can hold out much longer. A landlord, a farmer, a master manufacturer, or merchant, though they did not employ a single workman, could generally live a year or two upon the stocks […] Many workmen could not subsist a week […]”
14. ↑  Adam Smith: An Inquiry into the Nature and Causes of the Wealth of Nations. Hrsg.: Edwin Cannan. Volume 1. Methuen, London 1904, S. 50 (englisch, libertyfund.org): “The profits of stock, it might perhaps be thought, are only a different name for the wages of a particular sort of labour, the labour of inspection and direction. They are, however, altogether different, are regulated by quite different principles, and bear no proportion to the quantity, the hardship, or the ingenuity of this supposed labour of inspection and direction. They are regulated altogether by the value of the stock employed, and are greater or smaller in proportion to the extent of this stock.”
15. ↑  Ronald L. Meek: Studies in the Labor Theory of Value. 2. Auflage. Monthly Review Press, New York/London 1973, S. 70–71 (englisch, Erstausgabe:  1956).
16. ↑  Ronald L. Meek: Studies in the Labor Theory of Value. 2. Auflage. Monthly Review Press, New York/London 1973, S. 71 (englisch, Erstausgabe:  1956).
17. ↑  Michael Heinrich: Die Wissenschaft vom Wert. Die Marxsche Kritik der politischen Ökonomie zwischen wissenschaftlicher Revolution und klassischer Tradition. 8. Auflage. Westfälisches Dampfboot, Münster 2020, S. 41–42.
18. ↑  Adam Smith: An Inquiry Into the Nature and Causes of the Wealth of Nations. Hrsg.: Edwin Cannan. Band 1. Methuen, London 1904, S. 66 (englisch, libertyfund.org): “The produce of labour constitutes the natural recompence or wages of labour. In that original state of things, which precedes both the appropriation of land and the accumulation of stock, the whole produce of labour belongs to the labourer. He has neither landlord nor master to share with him.”
19. ↑  Adam Smith: An Inquiry into the Nature and Causes of the Wealth of Nations. Hrsg.: Edwin Cannan. Volume 1. Methuen, London 1904, S. 258–259 (englisch, libertyfund.org).
20. ↑  Ronald L. Meek: Studies in the Labor Theory of Value. 2. Auflage. Monthly Review Press, New York/London 1973, S. 46 (englisch, Erstausgabe:  1956).
21. ↑  Alexander Rüstow: Das Versagen des Wirtschaftsliberalismus. 3. überarbeitete Auflage mit Übersetzungen, herausgegeben von Frank P. und Gerhard Maier-Rigaud. Metropolis Verlag, Marburg 2001, ISBN 3-89518-349-0, S. 47–49 (Erstausgabe:  Istanbul  1945).
22. ↑  Alexander Rüstow: Das Versagen des Wirtschaftsliberalismus. 3. überarbeitete Auflage mit Übersetzungen, herausgegeben von Frank P. und Gerhard Maier-Rigaud. Metropolis Verlag, Marburg 2001, ISBN 3-89518-349-0, S. 49–50 und S. 57–58.
23. ↑  Ronald L. Meek: Studies in the Labor Theory of Value. 2. Auflage. Monthly Review Press, London/New York 1973, S. 58–59 (englisch, Erstausgabe:  1956).
24. ↑  Alexander Rüstow: Das Versagen des Wirtschaftsliberalismus. 3. überarbeitete Auflage mit Übersetzungen, herausgegeben von Frank P. und Gerhard Maier-Rigaud. Metropolis Verlag, Marburg 2001, ISBN 3-89518-349-0, S. 58–59 (Erstausgabe:  Istanbul  1945).
25. ↑  Alexander Rüstow: Das Versagen des Wirtschaftsliberalismus. 3. überarbeitete Auflage mit Übersetzungen, herausgegeben von Frank P. und Gerhard Maier-Rigaud. Metropolis Verlag, Marburg 2001, ISBN 3-89518-349-0, S. 59–60 (Erstausgabe:  Istanbul  1945).
26. ↑  David Ricardo: The Principles of Political Economy and Taxation. Introduction by Michael P. Fogarty. J. M. Dent & Sons Ltd/E. P. Dutton & Co Inc, London/New York 1960, S. 1 (englisch, Erstausgabe:  1911): “The produce of the earth - all that is derived from its surface by the united application of labour, machinery, and capital, is divided among three classes of the community, namely, the proprietor of the land, the owner of the stock or capital necessary for its cultivation, and the labourers by whose industry it is cultivated. But in different stages of society, the proportions of the whole produce of the earth which will be allotted to each of these classes, under the names of rent, profit, and wages, will be essentially different; […]”
27. ↑  David Ricardo: The Principles of Political Economy and Taxation. Introduction by Michael P. Fogarty. J. M. Dent & Sons Ltd/E. P. Dutton & Co Inc, London/New York 1960, S. 53 (englisch, Erstausgabe:  1911): “Capital is that part of the wealth of a country which is employed in production, and consists of food, clothing, tools, raw materials, machinery, etc., necessary to give effect to labour.”
28. 1 2  Gerhard Stavenhagen: Geschichte der Wirtschaftstheorie. 4. Auflage. Vandenhoeck & Ruprecht, Göttingen 1969, S. 71.
29. ↑  Gerhard Stavenhagen: Geschichte der Wirtschaftstheorie. 4. Auflage. Vandenhoeck & Ruprecht, Göttingen 1969, S. 71–72.
30. ↑  Gerhard Stavenhagen: Geschichte der Wirtschaftstheorie. 4. Auflage. Vandenhoeck & Ruprecht, Göttingen 1969, S. 72.
31. ↑  Michael Heinrich: Kritik der politischen Ökonomie. Eine Einführung. 14. Auflage. Schmetterling Verlag, Stuttgart 2018, S. 193–194.
32. ↑  Michael Heinrich: Das Programm der Kritik der politischen Ökonomie. In: Michael Quante/David P. Schweikard (Hrsg.): Marx-Handbuch. Leben - Werk - Wirkung. 1. Auflage. J. B. Metzler Verlag, Stuttgart 2016, S. 114.
33. ↑  Karl Marx: Das Kapital. (Ökonomisches Manuskript 1863–1865). Drittes Buch. Die Gestaltungen des Gesammtprocesses. In: Internationale Marx-Engels-Stiftung Amsterdam (Hrsg.): Marx-Engels-Gesamtwerke (MEGA) II.4.2. Ökonomische Manuskripte 1863–1867. Teil 2. 2. Auflage. De Gruyter Akademie, 2012, ISBN 978-3-05-005119-2, S. 901–902.
34. ↑  Michael Heinrich: Kritik der politischen Ökonomie. Eine Einführung. 14. Auflage. Schmetterling Verlag, Stuttgart 2018, S. 83–84.
35. 1 2  Michael Heinrich: Kritik der politischen Ökonomie. Eine Einführung. 14. Auflage. Schmetterling Verlag, Stuttgart 2018, S. 84–85.
36. ↑  David Harvey: A Companion to Marx's Capital. The Complete Edition. Verso, London/New York 2018, ISBN 978-1-78873-154-6, S. 377–378.
37. ↑  Michael Heinrich: Kritik der politischen Ökonomie. Eine Einführung. 14. Auflage. Schmetterling Verlag, Stuttgart 2018, S. 85–86.
38. ↑  Karl Marx: Das Kapital. Kritik der politischen Ökonomie. Erster Band. Buch I: Der Produktionsprozeß des Kapitals. In: Institut für Marxismus-Leninismus beim ZK der SED (Hrsg.): Karl Marx Friedrich Engels Werke (MEW). Band 23. Dietz Verlag, Berlin 1962, S. 16: „Zur Vermeidung möglicher Mißverständnisse ein Wort. Die Gestalten von Kapitalist und Grundeigentümer zeichne ich keinesfalls in rosigem Licht. Aber es handelt sich hier um die Personen nur, soweit sie Personifikation ökonomischer Kategorien sind, Träger von bestimmten Klassenverhältnissen und Interessen. Weniger als jeder andere kann mein Standpunkt, der die Entwicklung der ökonomischen Gesellschaftsformation als einen naturgeschichtlichen Prozeß auffasst, den einzelnen verantwortlich machen für Verhältnisse, deren Geschöpf er sozial bleibt, sosehr er sich auch subjektiv über sie erheben mag.“
39. ↑  Michael Heinrich: Kritik der politischen Ökonomie. Eine Einführung. 14. Auflage. Schmetterling Verlag, Stuttgart 2018, S. 87–88.
40. ↑  Michael Heinrich: Kritik der politischen Ökonomie. Eine Einführung. 14. Auflage. Schmetterling Verlag, Stuttgart 2018, S. 98–100.
41. ↑  Michael Heinrich: Kritik der politischen Ökonomie. Eine Einführung. 14. Auflage. Schmetterling Verlag, Stuttgart 2018, S. 90–91.
42. ↑  Michael Heinrich: Kritik der politischen Ökonomie. Eine Einführung. 14. Auflage. Schmetterling Verlag, Stuttgart 2018, S. 107.
43. ↑  Karl Marx: Das Kapital. Kritik der politischen Ökonomie. Erster Band. Buch I: Der Produktionsprozeß des Kapitals. In: Institut für Marxismus-Leninismus beim ZK der SED (Hrsg.): Karl Marx Friedrich Engels Werke (MEW). Band 23. Dietz Verlag, Berlin 1962, S. 350–351: „Alle unmittelbar gesellschaftliche oder gemeinschaftliche Arbeit auf größrem Maßstab bedarf mehr oder minder einer Direktion, welche die Harmonie der individuellen Tätigkeiten vermittelt und die allgemeinen Funktionen vollzieht, die aus der Bewegung des produktiven Gesamtkörpers im Unterschied von der Bewegung seiner selbständigen Organe entspringen. Ein einzelner Violinspieler dirigiert sich selbst, ein Orchester bedarf des Musikdirektors. Diese Funktion der Leitung, Überwachung und Vermittlung, wird zur Funktion des Kapitals, sobald die ihm untergeordnete Arbeit kooperativ wird. Als spezifische Funktion des Kapitals erhält die Funktion der Leitung spezifische Charaktermale. Zunächst ist das treibende Motiv und der bestimmende Zweck des kapitalistischen Produktionsprozesses möglichst große Selbstverwertung des Kapitals, d.h. möglichst große Produktion von Mehrwert, also möglichst große Ausbeutung der Arbeitskraft durch den Kapitalisten. Mit der Masse der gleichzeitig beschäftigten Arbeiter wächst ihr Widerstand und damit notwendig der Druck des Kapitals zur Bewältigung dieses Widerstands. Die Leitung des Kapitalisten ist nicht nur eine aus der Natur des gesellschaftlichen Arbeitsprozesses entspringende und ihm angehörige besondre Funktion, sie ist zugleich Funktion der Ausbeutung eines gesellschaftlichen Arbeitsprozesses und daher bedingt durch den unvermeidlichen Antagonismus zwischen dem Ausbeuter und dem Rohmaterial seiner Ausbeutung. Ebenso wächst mit dem Umfang der Produktionsmittel, die dem Lohnarbeiter als fremdes Eigentum gegenüberstehn, die Notwendigkeit der Kontrolle über deren sachgemäße Verwendung. Die Kooperation der Lohnarbeiter ist ferner bloße Wirkung des Kapitals, das sie gleichzeitig anwendet. Der Zusammenhang ihrer Funktionen und ihre Einheit als produktiver Gesamtkörper liegen außer ihnen, im Kapital, das sie zusammenbringt und zusammenhält. Der Zusammenhang ihrer Arbeiten tritt ihnen daher ideell als Plan, praktisch als Autorität des Kapitalisten gegenüber, als Macht eines fremden Willens, der ihr Tun seinem Zweck unterwirft.“
44. ↑  Karl Marx: Das Kapital. Kritik der politischen Ökonomie. Erster Band. Buch I: Der Produktionsprozeß des Kapitals. In: Institut für Marxismus-Leninismus beim ZK der SED (Hrsg.): Karl Marx Friedrich Engels Werke (MEW). Band 23. Dietz Verlag, Berlin 1962, S. 351: „Wenn daher die kapitalistische Leitung dem Inhalt nach zwieschlächtig ist, wegen der Zwieschlächtigkeit des zu leitenden Produktionsprozesses selbst, welcher einerseits gesellschaftlicher Arbeitsprozeß zur Herstellung eines Produkts, andrerseits Verwertungsprozeß des Kapitals, so ist sie der Form nach despotisch. Mit der Entwicklung der Kooperation auf größrem Maßstab entwickelt dieser Despotismus seine eigentümlichen Formen. Wie der Kapitalist zunächst entbunden wird von der Handarbeit, sobald sein Kapital jene Minimalgröße erreicht hat, womit die eigentlich kapitalistische Produktion erst beginnt, so tritt er jetzt die Funktion unmittelbarer und fortwährender Beaufsichtigung der einzelnen Arbeiter und Arbeitergruppen selbst wieder ab an eine besondre Sorte von Lohnarbeitern. Wie eine Armee militärischer, bedarf eine unter dem Kommando desselben Kapitals zusammenwirkende Arbeitermasse industrieller Oberoffiziere (Dirigenten, managers) und Unteroffiziere (Arbeitsaufseher, foremen, overlookers, contre-maitres), die während des Arbeitsprozesses im Namen des Kapitals kommandieren. Die Arbeit der Oberaufsicht befestigt sich zu ihrer ausschließlichen Funktion.“
45. ↑  Michael Heinrich: Kritik der politischen Ökonomie. Eine Einführung. 14. Auflage. Schmetterling Verlag, Stuttgart 2018, S. 131–132.
46. 1 2  Michael Heinrich: Kritik der politischen Ökonomie. Eine Einführung. 14. Auflage. Schmetterling Verlag, Stuttgart 2018, S. 133–134.
47. ↑  Michael Heinrich: Kritik der politischen Ökonomie. Eine Einführung. 14. Auflage. Schmetterling Verlag, Stuttgart 2018, S. 134.
48. ↑  Karl Marx: Das Kapital. Kritik der politischen Ökonomie. Erster Band. Buch I: Der Produktionsprozeß des Kapitals. In: Institut für Marxismus-Leninismus beim ZK der SED (Hrsg.): Karl Marx Friedrich Engels Werke (MEW). Band 23. Dietz Verlag, Berlin 1962, S. 532 und S. 777.
49. ↑  Karl Marx: Das Kapital. Kritik der politischen Ökonomie. Zweiter Band. Buch II: Der Zirkulationsprozeß des Kapitals. In: Institut für Marxismus-Leninismus beim ZK der SED (Hrsg.): Karl Marx Friedrich Engels Werke (MEW). Band 24. Dietz Verlag, Berlin 1963, S. 138–153.
50. 1 2  Michael Heinrich: Kritik der politischen Ökonomie. Eine Einführung. 14. Auflage. Schmetterling Verlag, Stuttgart 2018, S. 134–135.
51. ↑  Michael Heinrich: Kritik der politischen Ökonomie. Eine Einführung. 14. Auflage. Schmetterling Verlag, Stuttgart 2018, S. 133.
52. 1 2  Michael Heinrich: Kritik der politischen Ökonomie. Eine Einführung. 14. Auflage. Schmetterling Verlag, Stuttgart 2018, S. 194–195.
53. ↑  Michael Heinrich: Kritik der politischen Ökonomie. Eine Einführung. 14. Auflage. Schmetterling Verlag, Stuttgart 2018, S. 154–156.
54. ↑  Michael Heinrich: Kritik der politischen Ökonomie. Eine Einführung. 14. Auflage. Schmetterling Verlag, Stuttgart 2018, S. 158.
55. ↑  Karl Marx: Das Kapital. Kritik der politischen Ökonomie. Erster Band. Buch I: Der Produktionsprozeß des Kapitals. In: Institut für Marxismus-Leninismus beim ZK der SED (Hrsg.): Karl Marx Friedrich Engels Werke (MEW). Band 23. Dietz Verlag, Berlin 1962, S. 353: „Diese Macht asiatischer und ägyptischer Könige oder etruskischer Theokraten usw. [= zur Nutzung der Kooperation und Arbeitsteilung, um große Werke zu schaffen, d. V.] ist in der modernen Gesellschaft auf den Kapitalisten übergegangen, ob er nun als vereinzelter Kapitalist auftritt, oder, wie bei Aktiengesellschaften, als kombinierter Kapitalist.“
56. ↑  Karl Marx: Das Kapital. Kritik der politischen Ökonomie. Dritter Band. Buch III: Der Gesamtprozeß der kapitalistischen Produktion. In: Institut für Marxismus-Leninismus beim ZK der SED (Hrsg.): Karl Marx Friedrich Engels Werke (MEW). Band 25. Dietz Verlag, Berlin 1964, S. 456: „Die Kooperativfabriken der Arbeiter selbst sind, innerhalb der alten Form, das erste Durchbrechen der alten Form, obgleich sie natürlich überall, in ihrer wirklichen Organisation, alle Mängel des bestehenden Systems reproduzieren und reproduzieren müssen. Aber der Gegensatz zwischen Kapital und Arbeit ist innerhalb derselben aufgehoben, wenn auch zuerst nur in der Form, daß die Arbeiter als Assoziation ihr eigner Kapitalist sind, d.h. die Produktionsmittel zur Verwertung ihrer eignen Arbeit verwenden. Sie zeigen, wie, auf einer gewissen Entwicklungsstufe der materiellen Produktivkräfte und der ihr entsprechenden gesellschaftlichen Produktionsformen, naturgemäß aus einer Produktionsweise sich eine neue Produktionsweise entwickelt und herausbildet. Ohne das aus der kapitalistischen Produktionsweise entspringende Fabriksystem könnte sich nicht die Kooperativfabrik entwickeln und ebensowenig ohne das aus derselben Produktionsweise entspringende Kreditsystem. Letztres, wie es die Hauptbasis bildet zur allmählichen Verwandlung der kapitalistischen Privatunternehmungen in kapitalistische Aktiengesellschaften, bietet ebensosehr die Mittel zur allmählichen Ausdehnung der Kooperativunternehmungen auf mehr oder minder nationaler Stufenleiter. Die kapitalistischen Aktienunternehmungen sind ebensosehr wie die Kooperativfabriken als Übergangsformen aus der kapitalistischen Produktionsweise in die assoziierte zu betrachten, nur daß in den einen der Gegensatz negativ, und in den andren positiv aufgehoben ist.“
57. ↑  Michael Heinrich: Kritik der politischen Ökonomie. Eine Einführung. 14. Auflage. Schmetterling Verlag, Stuttgart 2018, S. 181.
58. ↑  Michael Heinrich: Kritik der politischen Ökonomie. Eine Einführung. 14. Auflage. Schmetterling Verlag, Stuttgart 2018, S. 194.
59. ↑  Karl Marx: Das Kapital. Kritik der politischen Ökonomie. Erster Band. Buch I: Der Produktionsprozeß des Kapitals. In: Institut für Marxismus-Leninismus beim ZK der SED (Hrsg.): Karl Marx Friedrich Engels Werke (MEW). Band 23. Dietz Verlag, Berlin 1962, S. 183–184 und S. 741–744.
60. ↑  Karl Marx: Das Kapital. Kritik der politischen Ökonomie. Erster Band. Buch I: Der Produktionsprozeß des Kapitals. In: Institut für Marxismus-Leninismus beim ZK der SED (Hrsg.): Karl Marx Friedrich Engels Werke (MEW). Band 23. Dietz Verlag, Berlin 1962, S. 789–791.
61. ↑  Michael Heinrich: Kritik der politischen Ökonomie. Eine Einführung. 14. Auflage. Schmetterling Verlag, Stuttgart 2018, S. 210–211.
62. ↑  Friedrich Engels: Herrn Eugen Dühring's Umwälzung der Wissenschaft. In: Institut für Marxismus-Leninismus beim ZK der SED (Hrsg.): Karl Marx Friedrich Engels Werke (MEW). Band 20. Dietz Verlag, Berlin 1975, S. 260: „Und der moderne Staat ist wieder nur die Organisation, welche sich die bürgerliche Gesellschaft gibt, um die allgemeinen äußern Bedingungen der kapitalistischen Produktionsweise aufrechtzuerhalten gegen Übergriffe, sowohl der Arbeiter wie der einzelnen Kapitalisten. Der moderne Staat, was auch seine Form, ist eine wesentlich kapitalistische Maschine, Staat der Kapitalisten, der ideelle Gesamtkapitalist. Je mehr Produktivkräfte er in sein Eigentum übernimmt, desto mehr wird er wirklicher Gesamtkapitalist, desto mehr Staatsbürger beutet er aus. Die Arbeiter bleiben Lohnarbeiter, Proletarier. Das Kapitalverhältnis wird nicht aufgehoben, es wird vielmehr auf die Spitze getrieben.“
63. 1 2  Joseph Alois Schumpeter: Konjunkturzyklen. Eine theoretische, historische und statistische Analyse des kapitalistischen Prozesses, Band I, Göttingen 1961, S. 112 (engl. Business Cycles. A Theoretical, Historical, and Statistical Analysis of the Capitalist Process. New York 1939).
64. ↑  Joseph Alois Schumpeter: Kapitalismus, Sozialismus und Demokratie. 10. Auflage. Narr Francke Attempto Verlag, Tübingen 2020, S. 172.
65. ↑  Joseph Alois Schumpeter: Theorie der wirtschaftlichen Entwicklung. Eine Untersuchung über Unternehmergewinn, Kapital, Kredit, Zins und den Konjunkturzyklus. 7. Auflage. Duncker & Humblot, Berlin 1987, S. 100–101.
66. ↑  Joseph Alois Schumpeter: Konjunkturzyklen. Eine theoretische, historische und statistische Analyse des kapitalistischen Prozesses. Band 1. Vandenhoeck & Ruprecht, Göttingen 1961, S. 111–112 (digitale-sammlungen.de [abgerufen am 27. Juni 2020]).
67. ↑  Joseph Alois Schumpeter: Theorie der wirtschaftlichen Entwicklung. Eine Untersuchung über Unternehmergewinn, Kapital, Kredit, Zins und den Konjunkturzyklus. 7. Auflage. Duncker & Humblot, Berlin 1987, S. 111: „Wir sprechen zweitens von Unternehmern nicht bloß für jene historischen Epochen, in denen es Unternehmer als besondere soziale Erscheinung gibt, sondern wir knüpfen Begriff und Namen an die Funktion und an alle Individuen, die diese in irgendeiner Gesellschaftsform tatsächlich ausfüllen, seien sie auch Organe einer sozialistischen Gemeinschaft oder Herren eines Fronhofes oder Häuptlinge eines primitiven Stammes.“
68. ↑  Bärbel Naderer: Die Entwicklung der Geldtheorie Joseph A. Schumpeters. Statische und dynamische Theorie des Geldes im kapitalistischen Marktsystem (Volkswirtschaftliche Schriften, Heft 398). Duncker & Humblot, Berlin 1990, S. 90–93.
69. ↑  Joseph Alois Schumpeter: Theorie der wirtschaftlichen Entwicklung. Eine Untersuchung über Unternehmergewinn, Kapital, Kredit, Zins und den Konjunkturzyklus. 7. Auflage. Duncker & Humblot, Berlin 1987, S. 166.
70. ↑  Joseph Alois Schumpeter: Theorie der wirtschaftlichen Entwicklung. Eine Untersuchung über Unternehmergewinn, Kapital, Kredit, Zins und den Konjunkturzyklus. 7. Auflage. Duncker & Humblot, Berlin 1987, S. 165: „Das Kapital ist nichts andres als der Hebel, der den Unternehmer in den Stand setzen soll, die konkreten Güter, die er braucht, seiner Herrschaft zu unterwerfen, nichts andres als ein Mittel, über Güter zu neuen Zwecken zu verfügen oder als ein Mittel, der Produktion ihre neue Richtung zu diktieren. Das ist die einzige Funktion des Kapitals und mit ihr ist seine Stellung im Organismus der Volkswirtschaft gekennzeichnet.“
71. ↑  Joseph Alois Schumpeter: Theorie der wirtschaftlichen Entwicklung. Eine Untersuchung über Unternehmergewinn, Kapital, Kredit, Zins und den Konjunkturzyklus. 7. Auflage. Duncker & Humblot, Berlin 1987, S. 167: „Das Kapital einer Unternehmung ist aber auch nicht der Inbegriff aller ihren Zwecken dienenden Güter. Denn das Kapital steht der Güterwelt gegenüber: Es werden Güter für Kapital gekauft – „Kapital wird in Gütern investiert“ –, aber eben darin liegt die Erkenntnis, daß seine Funktion eine von der der erworbenen Güter verschiedene ist. […] Das Kapital ist das Mittel der Güterbeschaffung.“
72. ↑  Joseph Alois Schumpeter: Theorie der wirtschaftlichen Entwicklung. Eine Untersuchung über Unternehmergewinn, Kapital, Kredit, Zins und den Konjunkturzyklus. 7. Auflage. Duncker & Humblot, Berlin 1987, S. 94 und S. 98–99.
73. ↑  Joseph Alois Schumpeter: Konjunkturzyklen. Eine theoretische, historische und statistische Analyse des kapitalistischen Prozesses. Band 1. Vandenhoeck & Ruprecht, Göttingen 1961, S. 112–113.
74. ↑  Joseph Alois Schumpeter: Konjunkturzyklen. Eine theoretische, historische und statistische Analyse des kapitalistischen Prozesses. Band 1. Vandenhoeck & Ruprecht, Göttingen 1961, S. 114.
75. ↑  Joseph Alois Schumpeter: Theorie der wirtschaftlichen Entwicklung. Eine Untersuchung über Unternehmergewinn, Kapital, Kredit, Zins und den Konjunkturzyklus. 7. Auflage. Duncker & Humblot, Berlin 1987, S. 238–239.
76. ↑  Joseph Alois Schumpeter: Kapitalismus, Sozialismus und Demokratie. 10. Auflage. Narr Francke Attempto Verlag, Tübingen 2020, S. 174–175: „Obgleich also die Unternehmer nicht per se eine soziale Klasse bilden, absorbiert sie die bürgerliche Klasse zusammen mit ihren Familien und Verbindungen und verjüngt und belebt sich dadurch fortwährend, während gleichzeitig die Familien, die ihre aktiven Beziehungen zum „Geschäft“ lösen, nach ein oder zwei Generationen aus ihr ausscheiden. Dazwischen gibt es die Masse derer, die wir Industrielle, Kaufleute, Finanzleute oder Bankiers nennen; sie befinden sich auf der Zwischenstufe zwischen Unternehmerwagnis und bloß laufender Verwaltung eines ererbten Besitzes.“
77. ↑  Joseph Alois Schumpeter: Theorie der wirtschaftlichen Entwicklung. Eine Untersuchung über Unternehmergewinn, Kapital, Kredit, Zins und den Konjunkturzyklus. 7. Auflage. Duncker & Humblot, Berlin 1987, S. 95: „[…] Das Lebensrecht dieser Problemstellung und dieses Abbiegens vom Wege der akzeptierten Theorie liegt nicht schon in der Tatsache, daß die Veränderungen der Volkswirtschaft namentlich, wenngleich nicht b l o ß, in der kapitalistischen Epoche, d. h. in England seit der Mitte des achtzehnten, in Deutschland seit den vierziger Jahren des neunzehnten Jahrhunderts, so und nicht durch kontinuierliche Anpassung vor sich gegangen sind und ihrer Natur nach nur so vor sich gehen konnten, sondern in ihrer Fruchtbarkeit.“
78. ↑  Joseph Alois Schumpeter: Theorie der wirtschaftlichen Entwicklung. Eine Untersuchung über Unternehmergewinn, Kapital, Kredit, Zins und den Konjunkturzyklus. 7. Auflage. Duncker & Humblot, Berlin 1987, S. 303: „Das Gesagte erklärt auch noch andre wohlbekannte Tatsachen des Geschäftslebens. So erklärt es, wie es kommt, daß in jedem gegebenen Zeitpunkte die Unternehmer großenteils mit eigenem Kapital arbeiten, mit einer Summe von Kaufkraft, die bereits abgesetzten Gütern entspricht. Diese Tatsache verbunden mit den weitern Tatsachen, daß solche Unternehmer natürlich viel leichter Kredit erhalten als vermögenslose, und daß am historischen Beginn der kapitalistischen Periode nicht leicht andre Personen als solche, die bereits Vermögen hatten, Unternehmer werden konnten, brachte es mit sich, daß es der Theorie, wie der Praxis schwer fiel, zwischen Unternehmern und Kapitalisten zu unterscheiden.“
79. ↑  Joseph Alois Schumpeter: Kapitalismus, Sozialismus und Demokratie. 10. Auflage. Narr Francke Attempto Verlag, Tübingen 2020, S. 173–174.
80. ↑  Joseph Alois Schumpeter: Kapitalismus, Sozialismus und Demokratie. 10. Auflage. Narr Francke Attempto Verlag, Tübingen 2020, S. 174–175.
81. ↑  Joseph Alois Schumpeter: Kapitalismus, Sozialismus und Demokratie. 10. Auflage. Narr Francke Attempto Verlag, Tübingen 2020, S. 175: „Die vollkommen bürokratisierte industrielle Rieseneinheit verdrängt nicht nur die kleine oder mittelgroße Firma und „expropriiert“ ihre Eigentümer, sondern verdrängt zuletzt auch den Unternehmer und expropriiert die Bourgeoisie als Klasse, die in diesem Prozeß Gefahr läuft, nicht nur ihr Einkommen, sondern, was unendlich viel wichtiger ist, auch ihre Funktion zu verlieren.“